# Elderspeak
Elderspeak je výraz pro specifický styl řeči, vyznačující se komunikační nadměrnou přizpůsobivostí používaný u starších dospělých, jež se tak podobá dětské mluvě , tedy obdobě nazývané baby talk. Některé zdroje mluví dokonce až o negativním, diskriminačním a ponižujícím způsobu hovoření . Komunikace Elderspeaku se vyznačuje nevhodně juvenilními lexikálními volbami a/nebo přehnanou prozodií. Vzniká z implicitních ageistických stereotypů, kdy se na starší dospělé pohlíží jako na neschopné a závislé, jimž se tak komunikující snaží vyjádřit péči, kontrolovat je a/nebo usnadnit jejich porozumění. Existují však i názory, že elderspeak v přímé komunikaci slouží k (často vědomému) "zatlačování klientů (pacientů) do podřízeného postavení" a slouží tak "k ovládání". Užívání tak může vést k negativnímu vnímání sebe sama u starších dospělých a k odmítavému chování u osob žijících s demencí.
V češtině neexistuje doslovný překlad tohoto výrazu, obecně jej lze přeložit jako seniorská mluva.

#### Sémantické atributy (slovní zásoba)
Zahrnují infantilizující výběr slov, jako jsou dětská slova a fráze (např. "Můžete mít pocit, že musíte jít kakat, to je v pořádku."), zdrobňující výrazy (např. "Bude to hned hotové, drahoušku."), a kolektivní zájmena (např. "Jé, my jsme dneska snědli všechny léky."). Použití zjednodušené slovní zásoby a snížená propozicionální hustota (podíl slov, která kódují základní myšlenkové jednotky) jsou také sémantickými charakteristikami.

#### Diskursní/pragmatické atributy (užití jazyka v kontextu)
Tyto zahrnují typy řeči, které odrážejí nerovnováhu mezi péčí, respektem a kontrolou. Patří sem direktivní/imperativní fráze (např. "Pojďte, měli bychom ten cvik zkusit ještě jednou"), přehnaná chvála (např. "...vy jste ale štramák..."), tázací dovětky či tzv. tag questions (např. "že ano?", "viďte?"), minimalizující slova nebo zmírňující výrazy, reflexivní fráze a zesměšňování nebo jinak ponižující poznámky (např. smích)

#### Prozodické atributy (intonace a hlas)
Zahrnují zvýšenou výšku hlasu, zpěvavý rytmus intonace, nadměrné změny v rozsahu výšky nebo hlasitosti a přehnanou artikulaci.

### Užití elderspeaku
Elderspeak mimo jiné pramení z implicitních ageistických stereotypů, ve kterých se na starší dospělé pohlíží jako na neschopné a závislé. Tyto stereotypy vedou mladší mluvčí k tomu, aby podvědomě zjednodušovali svou řeč a používali přehnané komunikační vzorce při interakci se staršími lidmi. Mimo to je použití elderspeaku spouštěno i rozpoznáním vnějších znaků stáří (např. bílé vlasy, invalidní vozík) nebo vnímáním kognitivních či funkčních deficitů u starších dospělých. Zdá se, že přítomnost těchto "starobních signálů" podněcuje mluvčí k podvědomému přizpůsobení jejich komunikace, a proto je elderspeak pravděpodobnější u starších dospělých s kognitivními nebo funkčními problémy ve srovnání s kognitivně neporušenými jedinci .
Model patronizující řeči naznačuje, že jak "baby talk", tak "elderspeak" jsou nejpravděpodobnější v kontextech s vysokými nároky na péči i kontrolu, což je zvláště relevantní pro zdravotnická zařízení, kde poskytovatelé péče musí o pacienty pečovat a zároveň řídit průběh péče. Studie v nemocničním prostředí také potvrdily přítomnost a rozšířenost elderspeaku.
Mladší lidé mají tendenci častěji používat elderspeak ve srovnání se staršími dospělými, kteří si obvykle udržují konzistentní komunikační vzorce bez ohledu na věk svého komunikačního partnera. Výsledky ohledně vlivu pohlaví mluvčího na užívání elderspeaku jsou nekonzistentní. Zdá se také, že pečující personál, který vnímá svou roli jako "rodičovskou" vůči klientům, nebo ti, kteří mají osobní zkušenost s rodičovstvím, mohou častěji používat elderspeak. Nižší životní spokojenost u neformálních pečovatelů může také souviset s častějším užíváním patronizující komunikace.
V rámci výzkumu s cílem zjistit, zda je komunikace zaznamenaná během simulací péče o pacienty s demencí srovnatelná s komunikací, která probíhá při skutečné péči o tyto pacienty v nemocnici, se autoři zaměřili na elderspeak, který může vést k odmítání péče pacienty s demencí. Zde byly zjištěny rozdíly mezi mírou užívání elderspeaku v simulované a přirozené komunikaci tedy, že v simulovaných situacích s maketou pacienta bylo zaznamenáno statisticky významně vyšší zastoupení sémantických atributů (např. dětská slova, zdrobněliny, kolektivní zájmena) ve srovnání se skutečnou péčí.

#### Vývoj definice
Původně se zaměřovala na podobnost s dětskou mluvou (baby talk). Později se začaly zohledňovat předpoklady (ageismus) a důsledky (pocity povýšenosti, odmítání péče) . Novější definice zdůrazňují, že elderspeak je nadměrná přizpůsobivost, a rozlišují mezi atributy, které mohou usnadnit porozumění (např. snížení syntaktické složitosti, opakování), a těmi, které jsou přehnané a vedou k pocitům povýšenosti (např. infantilní slovní zásoba, přehnaná prozodie). Je také zdůrazněno, že kontext (např. vysoká potřeba péče a kontroly) hraje roli v tom, kdy se elderspeak vyskytuje

### Vliv elderspeaku na odpor vůči péči
Užívání elderspeaku v komunikaci může vést k negativnímu vnímání sebe sama u starších dospělých a k odmítavému chování u osob žijících s demencí. Pravděpodobnost odporu vůči péči byla v rámci studie naměřena významně vyšší při použití elderspeaku 0,55 ve srovnání s normální řečí 0,26 a mlčení během péče mělo za následek pravděpodobnost odporu 0,36. Studie byla provedena ve skutečném prostředí dlouhodobé péče a zaměřila se na interakce mezi ošetřovatelským personálem a rezidenty s mírným až středním stádiem demence během činností denního života, jako je koupání, jídlo, ústní hygiena nebo oblékání.
Měření bylo provedeno škálou RTCS. Tato škála měří 13 specifických projevů chování, jako je chytání předmětů/osoby, říkání ne, addukce (držení rukou/nohou u těla), odtahování se, zatínání zubů, pláč, křik, odvracení se, odstrkování, bití/kopání, vyhrožování a gegenhalten (pohyb těla v opačném směru od personálu).

### Shrnutí
Tento specifický komunikační styl je tedy často používaný vůči starším dospělým, který se vyznačuje nadměrnou přizpůsobivostí připomínající dětskou mluvu a pramení z ageistických stereotypů. Ačkoliv může být někdy mylně vnímán jako projev péče nebo snaha o usnadnění porozumění, může být také vědomým nástrojem k ovládání a zatlačování seniorů do podřízeného postavení. Elderspeak má prokazatelné negativní dopady; může vést k negativnímu vnímání sebe sama a zejména u osob s demencí v zařízeních dlouhodobé péče významně zvyšuje pravděpodobnost odporu vůči péči, který se projevuje různými konkrétními způsoby chování. Jeho používání je častější v kontextech s vysokými nároky na péči a kontrolu, jako je zdravotnictví. Porozumění podstatě elderspeaku a jeho důsledkům je klíčové pro podporu důstojné a respektující komunikace se staršími dospělými.